# 田辺エージェンシー
株式会社田辺エージェンシー（たなべエージェンシー、英: TANABE AGENCY.Co.Ltd.）は、東京都目黒区に所在する芸能プロダクション。
タモリ、永作博美と、『TBSスター育成プロジェクト 私が女優になる日_』（TBSテレビ）グランプリの 飯沼愛、幸澤沙良が所属し、研ナオコ、由紀さおりとは業務提携をしている。
また2005年から、田辺エージェンシー、エリートジャパン（2015年6月、株式会社ネイムマネジメントに商号変更）、株式会社スマイルカンパニーの芸能・モデル・音楽3社による共同プロジェクト「TES COMPANY」を通じて、タレント、女優、アーティストの発掘、育成、マネジメントを手掛けた。TESとは、T（田辺エージェンシー）、E（エリートジャパン）、S（スマイルカンパニー）の略である。

## 沿革
- 1966年5月、田邊昭知（田辺昭知）をリーダーとするバンド「ザ・スパイダース」は、赤坂に在ったホリプロ（当時：ホリプロダクション）内の片隅を間借りする形で、「スパイダクション」を設立。
- 1973年4月4日、「田辺エージェンシー」に改組。ホリプロより独立し、麻布台3丁目の飯倉三生マンションへ移転。
- 1976年、タモリを見出し、芸能界のスターに育てる。
- 1980年代からはテレビ番組のバラエティ番組の製作にも着手。『グッドモーニング』やタモリが司会を務める『夕刊タモリ!こちらデス』・『タモリ倶楽部』（共にテレビ朝日系列）など奇抜なコンセプトによる幾多の深夜番組を世に出した。
- 1990年代には『ジャングルTV 〜タモリの法則〜』・『タモリのグッジョブ!胸張ってこの仕事』（共にイースト・毎日放送制作・TBS系列）など多数のタモリの番組の製作を手掛ける。
- 2024年2月20日付で、グループ会社「ぐあんばーる」社長の「菅原潤一」が代表取締役社長に就任。田邊昭知は代表取締役会長として経営陣に残る[1]。

## 所属タレント
- タモリ
- 永作博美
- 飯沼愛
- 幸澤沙良
- 研ナオコ（業務提携）
- 由紀さおり（業務提携）

## 過去に所属していたタレント・アーティスト
- ザ・スパイダース
- 堺正章
- 井上順
- かまやつひろし
- ザ・テンプターズ
- 萩原健一
- ザ・ビーバーズ
- GARO
- 迫文代
- 杉上佐智枝
- 倉橋ルイ子
- プリンプリン
- エレキコミック
- ラーメンズ
- とんがりネッシーズ
- 石原真理子
- 松居一代
- 真矢ミキ
- 水沢アキ
- 清水健太郎
- 河野由佳
- 小西寛子
- 小林麻美
- 池田聡
- 村上里佳子
- SILVA
- THE ALFEE
- THE JANET
- Lyrico
- ちびっこギャング
- 怪物ランド
- 高井麻巳子
- 吉沢秋絵
- 夏川りみ
- ZOO
- 高木麻早
- 久保田篤
- 中原理恵
- 高見知佳
- 佐東由梨
- 早坂好恵
- ribbon
- 松野有里巳
- 佐藤愛子
- 松岡憲治
- 筧利夫
- ヒロミ
- 松本伊代
- 松本小雪
- Bro.KONE
- D-SHADE
- 山内恵美子
- 夏木マリ
- 林光樹
- 日高よう子
- 安田成美
- 前田知恵
- 杏さゆり
- 岸田健作
- 村中かずき
- 菅原卓磨
- 武田航平
- 有川良太
- ヨースケ@HOME
- TERIYAKI BOYZ
- 鈴木凛
- 武部隼人
- HALCALI
- 大杉亜依里
- 堀之内隼人
- 松山愛里
- 板東晴
- 福本幸子
- 道端ジェシカ
- 清水希香
- 夏目三久
- RIP SLYME
- 磯部恭子
- 堺雅人
- 武山瑠香
- 赤穂華
- 高橋七海
- 出口真帆
- ブルーベリーソーダ
  - 大橋小春
  - 馬越友梨
  - 大嵩愛花
  - 鈴木悠華
  - 大平くるみ
  - 田村藍
- 大和奈央

## グループ会社
- ティーズ音楽出版 - 音楽出版管理会社
- ティーズ
- ケンズファミリー
- 安田音楽事務所
- 田辺音楽出版
- ケイダッシュ
- ケイダッシュステージ
- アワーソングス
- アワーソングスクリエイティブ
- エスダッシュ
- ぐあんばーる
- ホワイトミュージック
- Project III
- ポリスター
- オー・エンタープライズ

## 現在の制作番組

### 日本放送協会 (NHK)
- ブラタモリ

### テレビ朝日系列
- ミュージックステーション
- ミュージックステーションスペシャルスーパーライブ
- タモリステーション

### フジテレビ系列
- 世にも奇妙な物語 春・秋の特別編

## 過去の制作番組

### 日本放送協会 (NHK)
- ウオッチング（総合）
- 驚異の小宇宙 人体（教育）
- タモリのジャズスタジオ（BS2）
- 横澤彪の笑いは世界を救えるか!?（BS2）

### 日本テレビ系列
- 金曜10時!うわさのチャンネル!!
- お笑いスター誕生!!
- スター誕生!
- 木曜スペシャル タモリのいたずら大全集
- タモリ&さんまの爆笑タッグマッチ
- 木曜スペシャル 世界のドッキリNG大全集
- 木曜スペシャル タモリの世界そっくり決定戦
- 今夜は最高!
- 今夜は営業中!
- タモリ教授のハテナの殿堂?
- マチャアキのシャカリキ大放送!!
- マチャアキのガンバレ9時まで!!
- カックラキン大放送!!
- SAKAIです〜デザートーク〜
- 西遊記
- 西遊記II
- 伝説音舗〜うれる堂〜

### テレビ朝日系列
- マチャアキの森の石松
- のってシーベンチャー
- タモリ倶楽部
- グッドモーニング
- 夕刊タモリ!こちらデス
- タモリスペシャル
- 水曜特バン!タモリのUFO緊急スペシャルI、II
- スウィートデビル
- タモリ&井上陽水の大人のお正月
- 27時間チャレンジテレビ
- 50時間テレビ

### TBS系列
- サンデーお笑い生中継
- ジャングルTV 〜タモリの法則〜
- タモリのグッジョブ!胸張ってこの仕事
- 代議士秘書の犯罪
- 不連続爆破事件
- 月曜ドラマスペシャル『自主退学』
- だぅもありがと!

### テレビ東京系列
- タモリの突撃ナマ放送
- タモリの歌謡スター笑
- タモリの音楽は世界だ!
- タモリのギャップ丼

### フジテレビ系列
- FNSの日
  - FNSスーパースペシャル1億人のテレビ夢列島
  - 平成教育テレビ
  - 27時間テレビ
  - FNS27時間テレビ めちゃ×2オキてるッ!楽しくなければテレビじゃないじゃ〜ん!!
  - FNS ALLSTARS あっつい25時間テレビ やっぱ楽しくなければテレビじゃないもん!
  - FNS26時間テレビ 国民的なおもしろさ!史上最大!!真夏のクイズ祭り26時間ぶっ通しスペシャル
  - FNS27時間テレビ みんな なまか だっ! ウッキー!ハッピー!西遊記!
  - FNS27時間テレビ!! みんな笑顔のひょうきん夢列島!!
  - FNSの日26時間テレビ2009 超笑顔パレード爆笑!お台場合宿!!
  - FNSの日26時間テレビ2010 超笑顔パレード 絆 爆笑!お台場合宿!!
  - FNS27時間テレビ めちゃ×2デジッてるッ!笑顔になれなきゃテレビじゃないじゃ〜ん!!
  - FNS27時間テレビ 笑っていいとも!真夏の超団結特大号!!徹夜でがんばっちゃってもいいかな?
- 森田一義アワー 笑っていいとも!
  - 笑っていいとも!増刊号
  - 笑っていいとも!特大号
  - 笑っていいとも!増刊号生スペシャル
  - 笑っていいとも!新春祭
  - 笑っていいとも!春・秋の祭典スペシャル
  - 夜の笑っていいとも!春・秋のドラマ特大号
  - タモリ・中居のドラマチック・リビングルーム
- if もしも
- X'smap〜虎とライオンと五人の男〜
- ザッツお台場エンターテイメント!
- FNS番組対抗!なるほど!ザ・春秋の祭典スペシャル
- FNS番組対抗!春秋の祭典スペシャル
- 初詣!爆笑ヒットパレード
- FNN『選挙でいいとも!』
- スーパータイムスペシャル
- ボキャブラ天国
  - タモリのsuperボキャブラ天国
  - タモリの超ボキャブラ天国
  - 祝!タモリのボキャブラ天国・新春復活スペシャル
  - タモリのボキャブラ天国大復活祭
- タモリの未来予測TV
- タモリの新・哲学大王!
- タモリのネタでNIGHTフィーバー!
- タモリ&安藤優子のSuperスーパーニュースSpecial
- タモリ・たけし・さんまBIG3 世紀のゴルフマッチ
- タモリの雑学の祭典!
- タモリのヒストリーX
- タモリのジャポニカロゴス
- トリビアの泉 〜素晴らしきムダ知識〜
- エチカの鏡〜ココロにキクTV〜
- フジテレビ夢スペシャル タモリ×SMAP 僕らは未来を信じよう! 〜宇宙への挑戦と奇跡の物語〜
- ニッポン小意見センタ〜♪
- プレタモリ
- ヨルタモリ